# Palmatodiplosis fasciculifera
Palmatodiplosis fasciculifera är en tvåvingeart som beskrevs av Fedotova och Vasily S. Sidorenko 2004. Palmatodiplosis fasciculifera ingår i släktet Palmatodiplosis och familjen gallmyggor. Inga underarter finns listade i Catalogue of Life.